# Monumento a los Extremeños Universales
El Monumento a los Extremeños Universales (también conocido como «Monumento a la Hispanidad») es un ejemplar de arte público ubicado en la Avenida de Colón, en la ciudad española de Badajoz. Está concebido en dos partes: en la primera aparece una escultura de una mujer sosteniendo una espada, que representa el espíritu de la Hispanidad, situada sobre la proa, en granito, de una embarcación que evoca a las naves que marcharon al Nuevo Mundo. En la segunda, aparece un mástil donde, sobre las planchas de granito, se colocaron los escudos provinciales de Badajoz y Cáceres, bajo los cuales puede leerse el motivo del homenaje y la fecha de inauguración del monumento. También aparece una fuente. Fue construida por Juan de Ávalos e inaugurada en abril de 1983, con una dedicatoria: "Homenaje a los extremeños universales".